# Чичиналес
Чичиналес (исп. Chichinales) — город и муниципалитет в департаменте Хенераль-Рока провинции Рио-Негро (Аргентина).

## История
Старейший населённый пункт в районе верхнего течения реки Рио-Негро. Когда аргентинская армия начала кампанию, вошедшую в историю как «Завоевание пустыни», то 4 июня 1879 года здесь был основан форт Чичиналь, вокруг которого стал расти населённый пункт. После того, как в 1916 году было завершено строительство дамбы Бальестер, создались условия для экономического развития региона. В 1928 году этих мест достиг 130-километровый канал, строительство которого вёл инженер Родольфо Бальестер. В 1935 году губернатор создал комиссию по подъёму административного уровня, и в 1957 году был образован муниципалитет. 